# Capilla conmemorativa Mildred B. Cooper
La capilla conmemorativa Mildred B. Cooper (también conocida simplemente como capilla Cooper) es una capilla ubicada a lo largo del lago Norwood en Bella Vista, Arkansas, diseñada por los arquitectos E. Fay Jones y Maurice Jennings y construida en 1988. La capilla fue encargada por John A. Cooper Sr. para honrar a Mildred Borum Cooper, su difunta esposa. La capilla fue diseñada pensando en «celebrar tanto a Dios como a sus creaciones».
La capilla es un destino turístico popular en el noroeste de Arkansas, así como un lugar muy utilizado para realizar bodas.

## Arquitectura
El diseño recuerda la escuela de arquitectura Prairie School popularizada por Frank Lloyd Wright, de quien Jones había sido aprendiz. Jones utilizó en la construcción de la capilla 31 toneladas de acero y 414 metros cuadrados de vidrio para crear una serie de arcos góticos que discurren a lo largo de la capilla. Aunque parece una estructura al aire libre, la capilla es un espacio acristalado y con aire acondicionado.
Poco después de su finalización, se elogió a la capilla porque «domina silenciosamente una dignidad y una presencia poco común entre los edificios de nuestra época».

## Acerca de Mildred Borum Cooper
Mildred Borum Cooper, nacida y criada en Arkansas, pasó gran parte de su vida al servicio de su gente y su comunidad. Fue presidenta de las organizaciones de Mujeres Metodistas Unidas, sirvió en la organización Girl Scout, trabajó como directora de correos y organizó el primer club de jardinería, club de extensión del hogar y biblioteca en Cherokee Village.